# Землетрясение в Белуджистане (1935)
Землетрясение в Белуджистане 1935 года (англ. 1935 Balochistan earthquake) — разрушительное землетрясение, произошедшее 31 мая 1935 года в 03:40 по местному времени. Эпицентр находился около города Кветта, продолжительность землетрясения составила три минуты.

## Потери
Весь город Кветта был разрушен и до 2 июня 1935 года находился под охраной военных. По оценкам, 20 000 трупов остались погребены под обломками зданий. Выжило около 10 000 человек, в том числе 4000 раненых.

## Разрушения
Большой ущерб был нанесён и военному гарнизону, где все казармы были разрушены, и только шесть из двадцати семи машин были пригодны для эксплуатации. Железнодорожный вокзал был уничтожен. Командно-штабной колледж почти не пострадал. Ближайшие населённые пункты были также уничтожены землетрясением.